# Debora Mascanzoni
Debora Mascanzoni (Bussolengo, 18 settembre 1988) è una calciatrice italiana, di ruolo centrocampista.
È sorella maggiore di Daiana, anch'essa calciatrice di ruolo attaccante con cui ha condiviso la maglia del Fimauto Valpolicella, poi ChievoVerona Valpo, dalla stagione 2015-2016 alla 2018-2019.

## Carriera
Durante il calciomercato estivo 2011 decide di farsi coinvolgere dall'entusiasmo del Real Bardolino, società con la quale disputa tre stagioni, conquistando al termine della sua prima stagione con la nuova squadra il 1º posto in Serie C Veneto, girone A, per poi disputare le due successive in Serie A2 il campionato 2012-2013, dove il Real Bardolino termina al sesto posto nel girone B con conseguente salvezza, e, per la riforma del campionato italiano che cancella l'A2 per ripristinare la Serie B al secondo livello, nel campionato cadetto 2013-2014, condividendo con le compagne l'ottimo quarto posto nel girone B. Tuttavia la società, in difficoltà economiche al termine del torneo, decide di non iscriversi al campionato 2014-2015.
Dopo la dichiarazione di inattività della sua precedente società, nell'estate 2014 Mascanzoni fa ritorno al Valpolicella per disputare la stagione entrante nuovamente in Serie B.

## Palmarès

### Trofei nazionali
- Campionato italiano: 1

Bardolino Verona: 2006-2007
- Campionato italiano di Serie B: 1

Valpolicella: 2016-2017
- Coppa Italia: 2

Bardolino Verona: 2005-2006, 2006-2007
- Supercoppa italiana: 2

Bardolino Verona: 2005, 2007